# Armeense Kathedraal (Lviv)
De Armeense kathedraal (Armeens: Հայկական տաճար, Oekraïens: Вірменський собор, Pools: Katedra ormiańska) van de Tenhemelopneming van Maria is een kathedraal ten noorden van het marktplein in het oude stadscentrum van Lviv. Tot 1945 was het de kathedraal van het Armeens-katholieke aartsbisdom Lemberg. Sinds 2000 is het de kathedraal van de Oekraïense eparchie van de Armeens-Apostolische Kerk.

## 1363-1945
In de jaren 1363-1370 werd door een Armeense koopman uit Kaffa een kleine Armeense kerk gesticht. Als voorbeeld voor de nieuwe kathedraal zou de kathedraal van Ani hebben gediend. De kathedraal werd herhaaldelijk verbouwd. Nadat de kerk werd beschadigd bij een stadsbrand in 1527 werd in 1571 een nieuwe stenen klokkentoren gebouwd. In 1630 werd het schip verlengd en in 1723 herbouwd. Van de in 1437 gebouwde arcade die de kathedraal omgaf, bestaat tegenwoordig alleen nog het zuidelijke deel. Het noordelijke deel maakt tegenwoordig deel uit van de sacristie.
Sinds de 17e eeuw behoorde de kathedraal tot het aartsbisdom Lemberg van de Armeens-Katholieke Kerk.
De kathedraal dankt het grootste deel van het huidige uiterlijk aan een verbouwing in opdracht van aartsbisschop Józef Teodorowicz in de jaren 1908-1927.

## Vanaf 1945

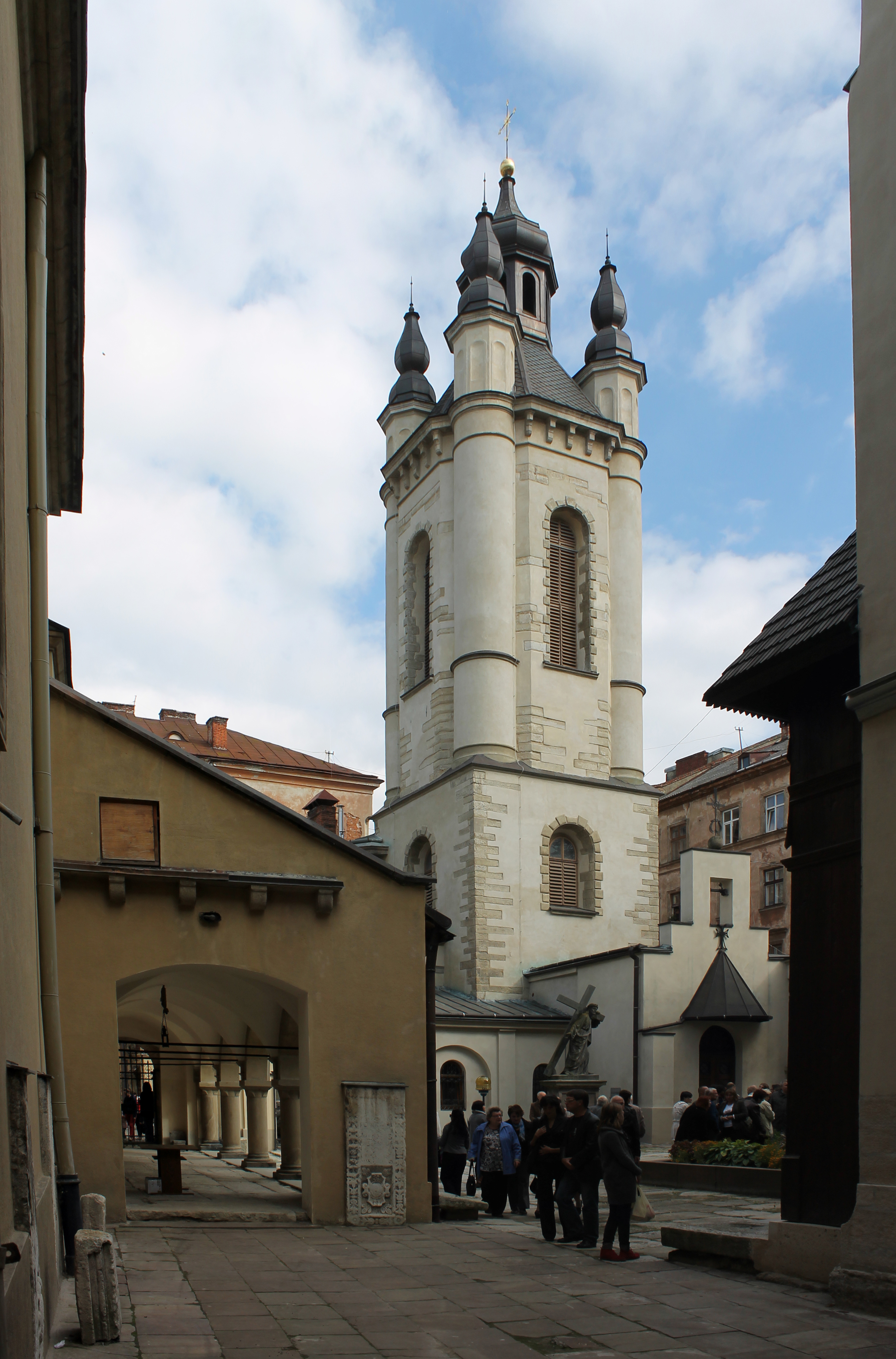
klokkentoren

Na de Tweede Wereldoorlog werd de stad geannexeerd door de Sovjet-Unie. Het Armeens-katholieke aartsbisdom werd door de communistische autoriteiten verboden. Vicaris Dionizy Kajetanowicz werd samen met drie andere geestelijken gearresteerd, gedeporteerd en vermoord in een Sovjet-concentratiekamp. Vrijwel de geheel Pools-Armeense gemeenschap werd verbannen naar het westen, het huidige Polen. De kathedraal werd vervolgens gesloten en in gebruik genomen als opslagplaats voor geroofde kunstwerken uit andere kerkgebouwen. Officieel bestaat het Armeens-katholieke aartsbisdom van Lemberg ook nu nog, maar sinds 1938 is de functie van aartsbisschop vacant.
Na de ineenstorting van de Sovjet-Unie probeerde een handvol Armeens-katholieke families de parochie nieuw leven in te blazen. Armeniërs die tijdens de Sovjet-periode naar Lemberg kwamen en tot de Armeens-Apostolische Kerk behoorden, probeerden de kerk eveneens in handen te krijgen. Kort voor het bezoek van paus Johannes Paulus II aan Oekraïne droegen de autoriteiten de kathedraal over aan de Armeens-Apostolische Kerk, op voorwaarde dat beide denominaties de kerk zouden kunnen gebruiken. In 1997 werd de Armeens-apostolische eparchie van Lemberg opgericht.
Op 18 mei 2003 werd de kathedraal opnieuw ingewijd door de hoogste patriarch en katholikos van alle Armeniërs Karekin II en drie andere Armeens-apostolische bisschoppen. Onder de vele gasten bevonden zich o.a. de voorzitter van het Armeense parlement Armen Khachatrjan, de voormalige president van Oekraïne Leonid Kravtsjoek, de voorzitter van de Unie van Armeniërs in Oekraïne, de Franse zanger van Armeense afkomst Charles Aznavour met zijn zoon, de Armeens acteur Armen Dzjigarchanjan en Armeense ambassadeur in Oekraïne Hrachya Silvanyan. De Oekraïens-orthodoxe Kerk patriarchaat van Moskou werd vertegenwoordigd door bisschop Augustin, de Oekraïense Grieks-katholieke Kerk werd vertegenwoordigd door Mikhail Dymyd en in naam van de Oekraïense regering was het hoofd van Staatsagentschap van Godsdiensten, Victor Bondarenko, aanwezig. Echter noch de Poolse Armeniërs, de voormalige eigenaren van de kathedraal, noch de geestelijken van de Armeens-katholieke Kerk hadden een uitnodiging ontvangen.
Sinds 2009 wordt de kathedraal gerestaureerd. Het Poolse ministerie van Cultuur in samenwerking met de Stichting voor Cultuur en Erfgoed van de Poolse Armeniërs dragen de kosten van het restauratieproject. De restauratiewerkzaamheden worden gezamenlijk door Poolse en Oekraïense specialisten uitgevoerd.

## Het complex
Het geheel aan Armeense gebouwen vormt een uniek monument van Armeense architectuur in Oekraïne. Naast de kathedraal bestaat het complex uit een ten noorden van de kathedraal gelegen klein klooster van de Armeense Benedictijnen uit 1682. Naast de klokkentoren (1571) bevindt zich het (niet meer tot de Armeense gemeenschap behorende) aartsbisschoppelijk paleis, dat in de 17e eeuw gebouwd werd. De Armeense Bank dateert eveneens uit de 17e eeuw.
In de hof staat een zuil met daarop het beeld van Sint-Christoffel. Op het zuidelijke deel van de hof aan de Armeense straat (Вул. Вірменська) bevindt zich het oude kerkhof met graven met deels verweerde opschriften in de Armeense taal en een kapel met een houten Christusbeeld. De kruisgang dateert uit het einde van de 15e eeuw.
De werken van Jan Henryk Rosen (vensters en muurschilderingen), een synthese van Armeens-Byzantijnse traditie met westerse kunstrichtingen, en Józef Mehoffer (mozaïeken) drukken hun stempel op het huidige interieur van de kathedraal. De preekstoel en het altaar werden in de jaren 1930 vervaardigd door Witold Minkiewicz. In de kathedraal worden twee miraculeuze iconen bewaard van Sint-Gregorius en de Moeder Gods, in de 17e eeuw meegebracht vanuit het dorp Jaslovets.

## Afbeeldingen

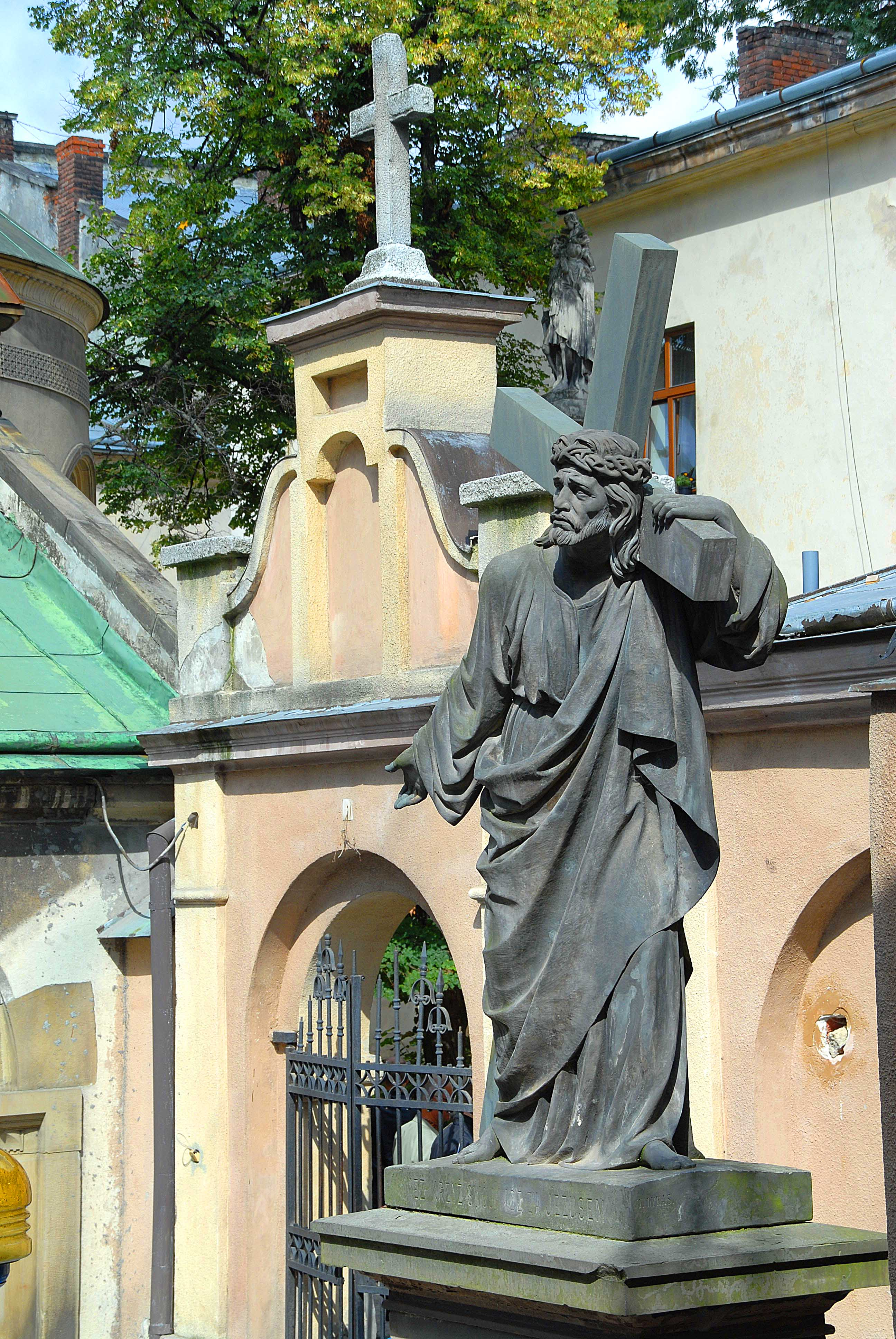
Beeld van kruisdragende Christus in binnenhof
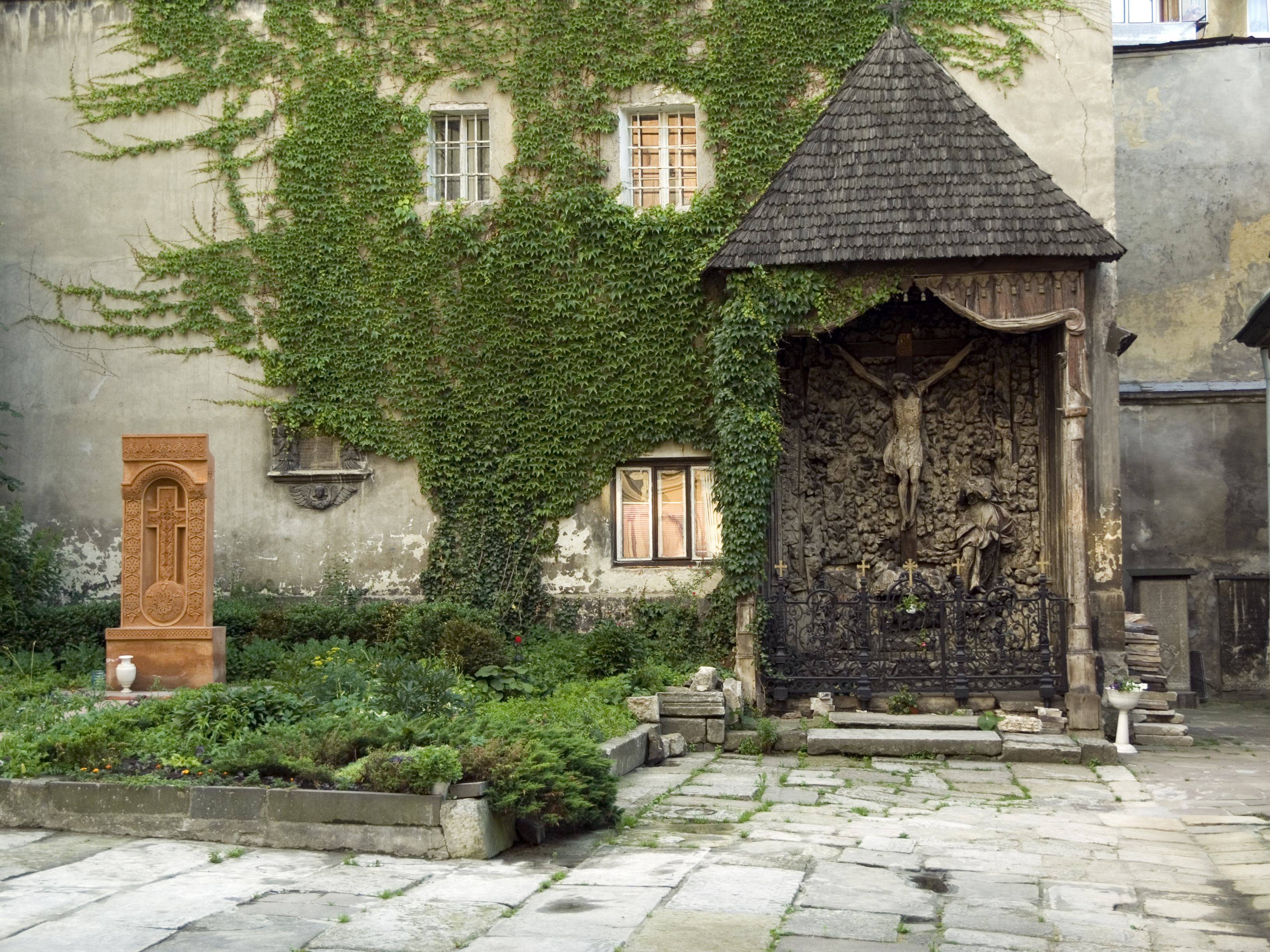
Kapel
Interieur
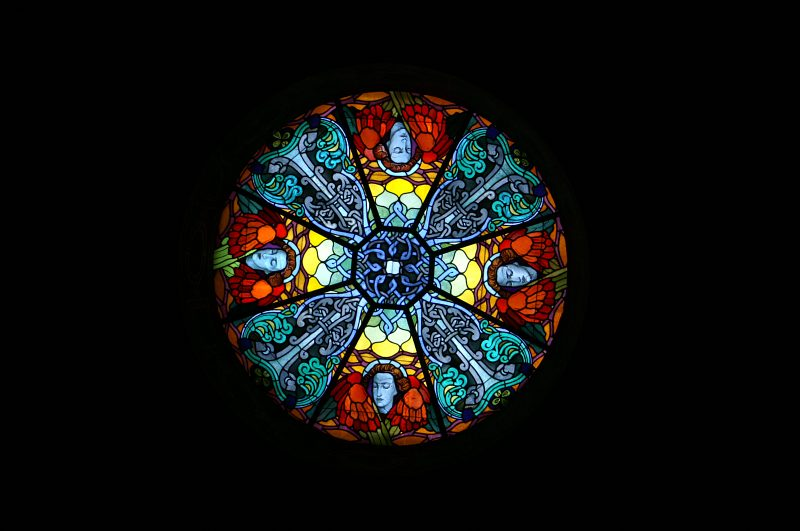
Gebrandschilderd raam
19e-eeuws muurfresco van Jan Henryk Rosen ("De begrafenis van de Sint-Odilo")